# Tomentella atrovirens
Tomentella atrovirens är en svampart som först beskrevs av Giacopo Bresàdola, och fick sitt nu gällande namn av Höhn. & Litsch. 1908. Tomentella atrovirens ingår i släktet Tomentella och familjen Thelephoraceae.   Inga underarter finns listade i Catalogue of Life.